# Stelodoryx vitiazi
Stelodoryx vitiazi är en svampdjursart som först beskrevs av Koltun 1955.  Stelodoryx vitiazi ingår i släktet Stelodoryx och familjen Myxillidae. Inga underarter finns listade i Catalogue of Life.